# Stoned Love
Stoned Love is een hitsingle voor de Amerikaanse damespopgroep The Supremes. Het nummer was het meest succesvolle voor de groep na het vertrek van Diana Ross door het behalen van de nummer 7-positie op de poplijst. Ook haalde het de top van de R&B-lijst, wat sommige nummers mét Ross, zoals Love Child en I Hear a Symphony, niet lukte. In het Verenigd Koninkrijk was Stoned Love de op twee na meest succesvolle Supremes-single.
Het nummer werd geschreven door Kenny Thomas. Hij had een aantal van zijn nummers opgestuurd naar een talentenjacht op de radio. Motown-producer Frank Wilson luisterde naar die uitzending en maakte na afloop een afspraak met de schrijver, die hem onder meer Stoned Love liet horen. Wilson was onder de indruk. Hij kwam terug met Supremes-zangeres Mary Wilson, die het nummer ook waardeerde. Bij de opname bracht Frank Wilson  enkele veranderingen in de tekst aan. 
Toen de single uitgebracht werd, dacht men bij sommige radiostations dat Stoned Love over drugsgebruik ging. Zij wilden het niet uitzenden. Ook televisiestation CBS dacht dat en daarom werd een live-uitvoering van The Supremes geknipt uit The Merv Griffin Show. Het eigenlijke thema van dit tegen de Vietnamoorlog gerichte nummer is dat iedereen elkaar lief moet hebben. Overigens zou Motown-directeur Berry Gordy hebben gezegd dat hij het nummer haatte.
In de film Forrest Gump met Tom Hanks uit 1994 is Stoned Love te horen.

## Bezetting
- Lead: Jean Terrell
- Achtergrondzangeressen: Mary Wilson en Cindy Birdsong
- Instrumentatie: The Funk Brothers
- Schrijvers: Kenny Thomas en Frank Wilson
- Productie: Frank Wilson
- Arrangeur: David Van DePitte